# Elin Odencrants
Elin Leonore Odencrants, född 13 mars 1885 i Alingsås, död 2 april 1970 i Borås, var en svensk läkare.
Odencrants, som var dotter till häradshövding Thor Odencrants och Leonore Ekman, blev gymnastikdirektör vid Gymnastiska Centralinstitutet 1907, avlade studentexamen i Göteborg 1908, blev medicine kandidat vid Uppsala universitet 1912 och medicine licentiat vid Karolinska Institutet 1917. Hon var förordnad som underläkare vid Borås lasarett 1915 och 1917, var assistentläkare och underläkare 1919–1923, läkare vid Borås poliklinik för könssjukdomar från 1919, skolläkare vid flickskolan, lärare i hälsolära där och praktiserande läkare i Borås från 1923. 
Hon var bland annat ledamot av stadsfullmäktige 1919–1954 (frisinnad/Folkpartiet) och barnavårdsnämnden. Hon bedrev socialhygienisk föreläsningsverksamhet.